# كريس سميث (لاعب كريكت هولندي)
كريس سميث (15 يناير 1973 بأستراليا - ) (بالهولندية: Chris Smith)‏ هو لاعب كريكت هولندي. شارك مع منتخب هولندا للكريكت.

## وصلات خارجية
- كريس سميث على موقع إي آس بي آن كريك إنفو (الإنجليزية)